# Kara Ahmad Paixà
Ahmad Paixà Kara (? - 28 de setembre de 1555) fou gran visir otomà del sultà Solimà I. Era d'origen albanès i fou introduït al cos dels geníssers on va ocupar diversos càrrecs (kapidji bashi, mir-i alem) fins a esdevenir agà el 1521.
Nomenat beylerbeyi de Rumèlia va participar en la guerra que els otomans lliuraven al Regne d'Hongria i va ocupar Valpo i Siklós (1543) i va participar en la conquesta d'Esztergom (en turc Usturgun, en alemany Gran) i a la de Székesfehérvar (en turc Estun-i Belghrad, en alemany Stuhlweissenburg).
El 1548 fou enviat al front oriental com a comandant de les operacions contra els perses i ascendit al rang de segon visir. Va derrotar els perses prop de Kamakh i es va apoderar d'un gran nombre de castells a la part oriental d'Anatòlia i a Geòrgia.
Quan Sokollu Mehmed Pasha va perdre Lippa (1552) i va assetjar sense èxit Temesvar fou enviat com a comandant en cap de les forces otomanes a Hongria i després d'un setge de 35 dies, va conquerir Temesvar que era defensada per Esteve Losonczy; tot seguit va conquerir Szolnok, però el setge que amb ajuda de Sokollu Mehmed Pasha va imposar a Eger (en turc Eghri, en alemany Erlau) fou rebutjat.
Durant la guerra contra Pèrsia el 1553, el sultà Solimà I va deposar el gran visir Damat Rüstem Paixà i va cridar per al càrrec Ahmad Paixà. Aquest va participar en la campanya del 1554 a Naxçıvan i Karabagh, fins al tractat d'Amasya que va podar fi en la guerra (1555). Ahmad va retornar a Istanbul.
Durant una sessió del diwan (consell de govern) fou arrestat i decapitat. La raó oficial fou que intrigava contra el governador d'Egipte Alí Paixà, però la real és que el sultà es va voler desfer del seu gran visir per donar el càrrec al seu gendre Damat Rüstem Paşa. Ahmad era també gendre d'un sultà, de Selim I, amb la filla del qual, Fàtima Sultan, s'havia casat.